# BulletBoys
BulletBoys é um grupo americano de hard rock formado em Los Angeles, Califórnia em 1987. Os membros originais da banda eram compostos pelo vocalista Marq Torien, o guitarrista Mick Sweda, o baixisita Lonnie Vencent e o baterista Jimmy D'Anda. O grupo lançou dois álbuns que tiveram sucessos e alguns singles que apareceram na MTV entre 1988 e 1991. Nos anos 90, o grupo teve inúmeras formações, com exceção de Torien que se manteve o único membro original, entre estas formações apareciam Steven Adler (baterista original do Guns N' Roses), DJ Ashba (que depois entrou no Beautiful Creatures, Sixx: A.M. e no Guns N' Roses) e outros músicos. Em 2012, a formação original se reuniu.
Até hoje, BulletBoys lançaram sete discos de estúdio, BulletBoys (1988); Freakshow (1991); Za-Za (1993); Acid Monkey (1995); Sophie (2003); 10c Billionaire (2009); e Rocked and Ripped (2011) bem como o álbum ao vivo Behind the Orange Curtain (2007).

## Integrantes
Formação atual
- Marq Torien - vocal, guitarra, baixo, congas (1987–atualmente)
- Lonnie Vencent - baixo, backing vocal (1987–2000, 2006, 2009–2014, 2019-atualmente)
- Mick Sweda - guitarra, backing vocal (1987–1993, 1999–2000, 2011, 2019-atualmente)
- Jimmy D'Anda - bateria, percussão, backing vocal (1987–1993, 1999–2000, 2011, 2019-atualmente)

## Discografia
- 1988 - BulletBoys
- 1991 - Freakshow
- 1993 - Za-Za
- 1995 - Acid Monkey
- 2000 - Burning Cats and Amputees
- 2003 - Sophie
- 2006 - Smooth Up in Ya: The Best of the Bulletboys
- 2007 - Behind the Orange Curtain
- 2009 - 10¢ Billionaire
- 2011 - Rocked and Ripped
- 2015 - Elefanté
- 2018 - From Out of the Skies